# Laissez Faire, Mostra de Arte Independente
A  Laissez Faire, Mostra de Arte Independente  é um projeto cultural que tem por missão a promoção artística portuguesa.

## Quando
Este projeto iniciou-se no ano de 2012 com o intuito de promover artistas portugueses, através da criação de canais que conduzam à sua divulgação. A primeira edição da Laissez Faire teve lugar nas instalações da empresa Felisberto Oliveira Lda, uma oficina de molduras centenária, propriedade de Victor Guedes, sedeada na zona oriental da cidade do Porto.

## Porquê
O nome deste projeto cultural é definido pela motivação a que se propuseram os organizadores, "deixar fazer". Um estrangeirismo composto por dois verbos que em português expressam a ideia num tom imperativo, foi o mote para fazer e deixar fazer um evento experimentalista que une todos os intervenientes. O artista surge-nos como ponto central do projeto, segundo uma linha orientadora, produz e expõe num registo livre e independente a essência do seu trabalho.

## O quê
Nove as áreas artísticas exploradas na primeira edição: pintura, vídeo, fotografia, escultura, joalharia, instalação, música, literatura e performance. A cada edição serão envolvidos novos artistas e exploradas diferentes áreas, pelo que se considera este projeto constante, mas mutável, baseado fundamentalmente na livre criação.

## Para quê
A lista de nomes já representados na Laissez Faire reúne artistas consagrados da arte portuguesa e internacional, juntamente com jovens artistas do panorama português. 
Esta união procura gerar o diálogo, cada vez mais necessário nos dias de hoje, com um intuito crítico, construtivo e criador de sinergias. Para que abranja diferentes gerações e setores artísticos. Para que, em todas as edições deste projeto, se estabeleçam pontes entre o artista consagrado e o emergente, tanto ao nível técnico como concetual, numa incursão pelos tempos passado, presente e futuro.

## Como
A direção artística, da responsabilidade de Martim Dias, pretende que este projeto cultural seja inovador e gerador de múltiplas simbioses.

### Artistas já representados naLaissez Faire
Acácio de Carvalho Almada Negreiros Ana Silva André Cepeda Ângela Berlinde Ângelo de Sousa António Cruz António Gonçalves Carlos dos Reis Carlos Lobo Cristina Jacinto Eduardo Batarda Eduardo Verde Pinho Fernando Sebastião Gerardo Burmester Gil Madeira Gisela Rafols Isaque Pinheiro Hélder de Carvalho Joana Rêgo João Leal Júlio Resende Like architects Luísa Gonçalves Nadir Afonso Nikias Skapinakis Nettie Burnett Paula Rego Pedro Cabrita Reis Pedro Calapez Pedro Pereira Renato Roque Rute Marques Salvador Dali Tito Mouraz Verónica Leonor Vítor Israel

## Futuro
O principal objetivo deste projeto é estruturar e consolidar uma atividade cultural com o olhar futuro. Já se encontram em organização e produção as futuras edições do Laissez Faire. A II Edição repetir-se-à no espaço da Felisberto Oliveira, Lda, novamente com o apoio de Victor Guedes, onde destacamos a apresentação da nova marca LikeArte, numa intenção de continuidade do trabalho da oficina de molduras, abrindo o campo de ação a novos produtos e atividades, onde a arte e criatividade são os motores impulsionadores.

## Debate
A formação de massa crítica deve ser encarada como fundamento de qualquer projeto cultural e a Laissez Faire não pretende ser alheia a isso. Nesse sentido, paralelamente à promoção de novos artistas, impõe-se a importância de fazer emergir novos critérios de arte, de forma a estender o diálogo intergeracional à área crítica. Desta discussão resultará um retrato do passado, do presente e do futuro.

## Afirmação
A Laissez Faire pretende explorar diferentes regiões do país, descentralizando a exposição da criação artística dos centros de poder habituais. A afirmação da Laissez Faire como projeto cultural de âmbito nacional é o primeiro objetivo. A internacionalização será um passo natural a ser perseguido, possível somente após um período de maturação, mas bem presente no horizonte da organização.